# Campeonato de Primera C 2010-11 (Argentina)
El Campeonato de Primera C 2010-11 fue la septuagésima séptima temporada de la categoría y la vigésimo cuarta de esta división como cuarta categoría del fútbol argentino. Fue disputado entre el 31 de julio de 2010 y el 25 de junio de 2011.
Para este torneo se incorporaron Central Córdoba de Rosario, descendido de la Primera B, UAI Urquiza, campeón de la Primera D y Liniers, que ganó la Promoción entre un equipo de dicha categoría y otro de la Primera C.
El campeón fue General Lamadrid, que se consagró en la penúltima fecha y de esta manera obtuvo el único ascenso directo que entregaba el certamen. El ganador del Torneo reducido fue Central Córdoba de Rosario, que cayó luego frente a Los Andes en la promoción con un equipo de la Primera B y no logró retornar a dicha categoría.
Asimismo, el torneo determinó el descenso de Fénix, último en la tabla de promedios.

## Ascensos y descensos
| Promedio  | Descendidos de la Primera C 2009-10 |
| --------- | ----------------------------------- |
| Promoción | Argentino (R)                       |
| 20.°      | Barracas Bolívar                    |

| Posición  | Ascendidos de la Primera D 2009-10 |
| --------- | ---------------------------------- |
| 1.°       | UAI Urquiza                        |
| Promoción | Liniers                            |

| Posición | Ascendido a la Primera B 2010-11 |
| -------- | -------------------------------- |
| 1.°      | Barracas Central                 |

| Promedio | Descendido de la Primera B 2009-10 |
| -------- | ---------------------------------- |
| 21.º     | Central Córdoba (R)                |

## Equipos participantes
| Equipo                | Ciudad               | Estadio                    | Capacidad |
| --------------------- | -------------------- | -------------------------- | --------- |
| Argentino             | Merlo                | Argentino de Merlo         | 11 000    |
| Berazategui           | Berazategui          | Norman Lee                 | 5500      |
| Central Córdoba       | Rosario              | Gabino Sosa                | 10 000    |
| Def. de Cambaceres    | Ensenada             | 12 de Octubre              | 3000      |
| Defensores Unidos     | Zárate               | Gigante de Villa Fox       | 6000      |
| Deportivo Laferrere   | Laferrere            | Ciudad de Laferrere        | 10 000    |
| El Porvenir           | Gerli                | Gildo Francisco Ghersinich | 14 000    |
| Excursionistas        | Buenos Aires         | Excursionistas             | 7200      |
| Fénix                 | Pilar                | Carlos Barraza             | 6000      |
| General Lamadrid      | Buenos Aires         | Enrique Sexto              | 3500      |
| Justo José de Urquiza | Loma Hermosa         | Ramón Roque Martín         | 2500      |
| Leandro N. Alem       | General Rodríguez    | Leandro N. Alem            | 4000      |
| Liniers               | San Justo            | Juan Antonio Arias         | 3000      |
| Luján                 | Luján                | Municipal de Luján         | 2000      |
| Midland               | Libertad             | Ciudad de Libertad         | 7000      |
| Sacachispas           | Buenos Aires         | Roberto Larrosa            | 4000      |
| San Miguel            | Los Polvorines       | Malvinas Argentinas        | 11 000    |
| Talleres              | Remedios de Escalada | Talleres                   | 10 000    |
| UAI Urquiza           | Villa Lynch          | Monumental de Villa Lynch  | 1000      |
| Villa Dálmine         | Campana              | Coliseo de Mitre y Puccini | 12 000    |

|  |

### Distribución geográfica de los equipos
| Región                                   | Cant. | Equipos |
| ---------------------------------------- | ----- | --- |
| Conurbano bonaerense                     | 11    | Argentino de Merlo, Berazategui, Deportivo Laferrere, El Porvenir, Fénix, Justo José de Urquiza, Liniers, Midland, San Miguel, Talleres y UAI Urquiza |
| Interior de la provincia de Buenos Aires | 4     | Defensores Unidos, Leandro N. Alem, Luján y Villa Dálmine                                                                                             |
| Ciudad de Buenos Aires                   | 3     | Excursionistas, General Lamadrid y Sacachispas |
| Gran La Plata                            | 1     | Defensores de Cambaceres |
| Ciudad de Rosario                        | 1     | Central Córdoba |

## Formato

### Competición
Se disputó un torneo de 38 fechas por el sistema de todos contra todos, ida y vuelta.

### Ascensos
El equipo que más puntos obtuvo se consagró campeón y ascendió directamente. Los equipos ubicados entre el segundo y el noveno puesto de la tabla de posiciones final clasificaron al Torneo reducido, cuyo ganador disputó la promoción contra un equipo de la Primera B.

### Descensos
El promedio se calculó con los puntos obtenidos en la fase regular de los torneos de 2008-09, 2009-10 y 2010-11. El equipo que ocupó el último lugar de la tabla de promedios descendió a la Primera D, mientras que el anteúltimo disputó una promoción contra un equipo de esa categoría.

## Tabla de posiciones
| Pos | Equipo              | Pts | PJ | PG | PE | PP | GF | GC | Dif |
| --- | ------------------- | --- | -- | -- | -- | -- | -- | -- | --- |
| 1   | General Lamadrid    | 75  | 38 | 22 | 9  | 7  | 57 | 34 | 23  |
| 2   | Argentino de Merlo  | 71  | 38 | 20 | 11 | 7  | 49 | 33 | 16  |
| 3   | Talleres (RE)       | 69  | 38 | 19 | 12 | 7  | 58 | 40 | 18  |
| 4   | Central Córdoba (R) | 64  | 38 | 17 | 13 | 8  | 51 | 28 | 23  |
| 5   | Deportivo Laferrere | 64  | 38 | 17 | 13 | 8  | 51 | 33 | 18  |
| 6   | Liniers             | 64  | 38 | 18 | 10 | 10 | 53 | 43 | 10  |
| 7   | UAI Urquiza         | 58  | 38 | 14 | 16 | 8  | 51 | 35 | 16  |
| 8   | Excursionistas      | 56  | 38 | 14 | 14 | 10 | 33 | 27 | 6   |
| 9   | Berazategui         | 55  | 38 | 13 | 16 | 9  | 42 | 39 | 3   |
| 10  | J.J. Urquiza        | 50  | 38 | 13 | 11 | 14 | 37 | 41 | -4  |
| 11  | Luján               | 49  | 38 | 12 | 13 | 13 | 26 | 37 | -11 |
| 12  | Defensores Unidos   | 48  | 38 | 13 | 9  | 16 | 44 | 54 | -10 |
| 13  | Villa Dálmine       | 46  | 38 | 11 | 13 | 14 | 48 | 47 | 1   |
| 14  | San Miguel          | 40  | 38 | 8  | 16 | 14 | 32 | 40 | -8  |
| 15  | Def. de Cambaceres  | 38  | 38 | 9  | 11 | 18 | 23 | 35 | -12 |
| 16  | El Porvenir         | 37  | 38 | 8  | 13 | 17 | 35 | 56 | -21 |
| 17  | Midland             | 35  | 38 | 6  | 17 | 15 | 25 | 38 | -13 |
| 18  | Leandro N. Alem     | 32  | 38 | 6  | 14 | 18 | 32 | 48 | -15 |
| 19  | Sacachispas         | 32  | 38 | 7  | 11 | 20 | 27 | 47 | -20 |
| 20  | Fénix               | 30  | 38 | 6  | 12 | 20 | 27 | 46 | -19 |

|  | Campeón. Ascendió a la Primera B Metropolitana. |
|  | Clasificados al Torneo Reducido.                |

## Tabla de promedios
| Pos | Equipo              | 2008/09 | 2009/10 | 2010/11 | Pts | PJ  | Promedio |
| --- | ------------------- | ------- | ------- | ------- | --- | --- | -------- |
| 1   | Excursionistas      | 68      | 73      | 56      | 197 | 114 | 1,728    |
| 2   | Central Córdoba (R) | -       | -       | 64      | 64  | 38  | 1,684    |
| 3   | Liniers             | -       | -       | 64      | 64  | 38  | 1,684    |
| 4   | Talleres (RE)       | -       | 57      | 69      | 126 | 76  | 1,657    |
| 5   | General Lamadrid    | 56      | 43      | 75      | 174 | 114 | 1,526    |
| 6   | UAI Urquiza         | -       | -       | 58      | 58  | 38  | 1,526    |
| 7   | Deportivo Laferrere | 57      | 50      | 64      | 171 | 114 | 1,500    |
| 8   | Berazategui         | 68      | 48      | 55      | 171 | 114 | 1,500    |
| 9   | J.J. Urquiza        | 58      | 55      | 50      | 163 | 114 | 1,429    |
| 10  | Argentino de Merlo  | 45      | 42      | 71      | 158 | 114 | 1,386    |
| 11  | Defensores Unidos   | 45      | 65      | 48      | 158 | 114 | 1,386    |
| 12  | Villa Dálmine       | 66      | 40      | 46      | 152 | 114 | 1,333    |
| 13  | Def. de Cambaceres  | 50      | 48      | 38      | 136 | 114 | 1,193    |
| 14  | El Porvenir         | 45      | 53      | 37      | 135 | 114 | 1,184    |
| 15  | Leandro N. Alem     | 56      | 46      | 32      | 134 | 114 | 1,175    |
| 16  | Luján               | 46      | 37      | 49      | 132 | 114 | 1,157    |
| 17  | Midland             | -       | 53      | 35      | 88  | 76  | 1,157    |
| 18  | San Miguel          | 38      | 52      | 40      | 130 | 114 | 1,140    |
| 19  | Sacachispas         | 40      | 58      | 32      | 130 | 114 | 1,140    |
| 20  | Fénix               | 35      | 46      | 30      | 111 | 114 | 0,973    |

|  | Disputaron un desempate para definir qué equipo jugaría la Promoción. |
|  | Descendió a la Primera D.                                             |

### Desempate para evitar la Promoción
| Sacachispas                                                                                          | 0 - 2 | San Miguel | Coliseo de Mitre y Puccini | 20 de mayo |
| San Miguel mantuvo la categoría. Sacachispas debió jugar la Promoción con un equipo de la Primera D. |       |            |                            |            |

## Resultados
| Fénix             | 0 - 1 | Deportivo Laferrere |
| Defensores Unidos | 2 - 3 | El Porvenir         |
| Argentino (M)     | 0 - 0 | Cambaceres          |
| Luján             | 1 - 3 | General Lamadrid    |
| Sacachispas       | 2 - 0 | J. J. Urquiza       |
| UAI Urquiza       | 2 - 2 | Central Córdoba     |
| Liniers           | 1 - 0 | San Miguel          |
| Berazategui       | 1 - 0 | FC Midland          |
| Talleres (RE)     | 1 - 0 | Villa Dálmine       |
| Excursionistas    | 2 - 2 | Leandro N. Alem     |

| Liniers          | 2 - 0 | Fénix               |
| Villa Dálmine    | 1 - 1 | Berazategui         |
| J. J. Urquiza    | 1 - 1 | Luján               |
| General Lamadrid | 0 - 3 | Argentino (M)       |
| Cambaceres       | 1 - 2 | Defensores Unidos   |
| El Porvenir      | 0 - 1 | Deportivo Laferrere |
| San Miguel       | 1 - 3 | Talleres (RE)       |
| FC Midland       | 0 - 0 | Excursionistas      |
| Leandro N. Alem  | 0 - 0 | UAI Urquiza         |
| Central Córdoba  | 2 - 2 | Sacachispas         |

| Fénix               | 0 - 0 | El Porvenir      |
| Deportivo Laferrere | 2 - 0 | Cambaceres       |
| UAI Urquiza         | 0 - 0 | FC Midland       |
| Excursionistas      | 1 - 0 | Villa Dálmine    |
| Berazategui         | 0 - 0 | San Miguel       |
| Talleres (RE)       | 0 - 1 | Liniers          |
| Defensores Unidos   | 2 - 0 | General Lamadrid |
| Argentino (M)       | 0 - 1 | J. J. Urquiza    |
| Sacachispas         | 0 - 1 | Leandro N. Alem  |
| Luján               | 1 - 0 | Central Córdoba  |

| Talleres (RE)    | 2 - 1 | Fénix               |
| General Lamadrid | 1 - 0 | Deportivo Laferrere |
| Cambaceres       | 1 - 0 | El Porvenir         |
| Liniers          | 0 - 1 | Berazategui         |
| J. J. Urquiza    | 3 - 0 | Defensores Unidos   |
| Central Córdoba  | 3 - 0 | Argentino (M)       |
| Villa Dálmine    | 1 - 3 | UAI Urquiza         |
| San Miguel       | 0 - 0 | Excursionistas      |
| Leandro N. Alem  | 0 - 0 | Luján               |
| FC Midland       | 0 - 0 | Sacachispas         |

| El Porvenir         | 1 - 2 | General Lamadrid |
| Fénix               | 0 - 0 | Cambaceres       |
| Luján               | 1 - 1 | FC Midland       |
| Excursionistas      | 1 - 1 | Liniers          |
| Berazategui         | 0 - 0 | Talleres (RE)    |
| Deportivo Laferrere | 1 - 0 | J. J. Urquiza    |
| Defensores Unidos   | 1 - 0 | Central Córdoba  |
| Argentino (M)       | 2 - 1 | Leandro N. Alem  |
| UAI Urquiza         | 3 - 0 | San Miguel       |
| Sacachispas         | 2 - 1 | Villa Dálmine    |

| Central Córdoba  | 3 - 1 | Deportivo Laferrere |
| Berazategui      | 3 - 1 | Fénix               |
| Talleres (RE)    | 2 - 2 | Excursionistas      |
| San Miguel       | 2 - 0 | Sacachispas         |
| FC Midland       | 1 - 3 | Argentino (M)       |
| Liniers          | 3 - 0 | UAI Urquiza         |
| Villa Dálmine    | 0 - 0 | Luján               |
| Leandro N. Alem  | 1 - 1 | Defensores Unidos   |
| J. J. Urquiza    | 1 - 0 | El Porvenir         |
| General Lamadrid | 0 - 0 | Cambaceres          |

| Fénix               | 1 - 0 | General Lamadrid |
| Cambaceres          | 1 - 2 | J. J. Urquiza    |
| El Porvenir         | 0 - 3 | Central Córdoba  |
| Defensores Unidos   | 3 - 0 | FC Midland       |
| UAI Urquiza         | 2 - 3 | Talleres (RE)    |
| Excursionistas      | 0 - 0 | Berazategui      |
| Argentino (M)       | 1 - 4 | Villa Dálmine    |
| Luján               | 2 - 0 | San Miguel       |
| Sacachispas         | 1 - 2 | Liniers          |
| Deportivo Laferrere | 3 - 0 | Leandro N. Alem  |

| Excursionistas  | 1 - 0 | Fénix               |
| Talleres (RE)   | 1 - 0 | Sacachispas         |
| Liniers         | 0 - 0 | Luján               |
| Leandro N. Alem | 0 - 1 | El Porvenir         |
| Central Córdoba | 2 - 0 | Cambaceres          |
| J. J. Urquiza   | 1 - 2 | General Lamadrid    |
| San Miguel      | 0 - 1 | Argentino (M)       |
| Villa Dálmine   | 1 - 2 | Defensores Unidos   |
| FC Midland      | 0 - 0 | Deportivo Laferrere |
| Berazategui     | 0 - 2 | UAI Urquiza         |

| UAI Urquiza         | 1 - 0 | Excursionistas  |
| Fénix               | 3 - 0 | J. J. Urquiza   |
| General Lamadrid    | 3 - 2 | Central Córdoba |
| Defensores Unidos   | 1 - 2 | San Miguel      |
| Sacachispas         | 0 - 1 | Berazategui     |
| Cambaceres          | 1 - 0 | Leandro N. Alem |
| Deportivo Laferrere | 1 - 1 | Villa Dálmine   |
| Argentino (M)       | 0 - 2 | Liniers         |
| Luján               | 0 - 1 | Talleres (RE)   |
| El Porvenir         | 1 - 1 | FC Midland      |

| San Miguel      | 1 - 0 | Deportivo Laferrere |
| FC Midland      | 2 - 0 | Cambaceres          |
| Leandro N. Alem | 3 - 1 | General Lamadrid    |
| UAI Urquiza     | 0 - 0 | Fénix               |
| Excursionistas  | 2 - 0 | Sacachispas         |
| Talleres (RE)   | 1 - 1 | Argentino (M)       |
| Liniers         | 2 - 1 | Defensores Unidos   |
| Villa Dálmine   | 1 - 1 | El Porvenir         |
| Berazategui     | 1 - 1 | Luján               |
| Central Córdoba | 3 - 0 | J. J. Urquiza       |

| Fénix               | 0 - 1 | Central Córdoba |
| J. J. Urquiza       | 1 - 0 | Leandro N. Alem |
| General Lamadrid    | 2 - 0 | FC Midland      |
| Cambaceres          | 0 - 0 | Villa Dálmine   |
| El Porvenir         | 0 - 0 | San Miguel      |
| Deportivo Laferrere | 1 - 1 | Liniers         |
| Defensores Unidos   | 1 - 3 | Talleres (RE)   |
| Argentino (M)       | 2 - 2 | Berazategui     |
| Luján               | 0 - 3 | Excursionistas  |
| Sacachispas         | 0 - 0 | UAI Urquiza     |

| Sacachispas     | 1 - 0 | Fénix               |
| Excursionistas  | 0 - 0 | Argentino (M)       |
| Liniers         | 1 - 0 | El Porvenir         |
| Villa Dálmine   | 1 - 2 | General Lamadrid    |
| UAI Urquiza     | 2 - 0 | Luján               |
| Berazategui     | 1 - 0 | Defensores Unidos   |
| Talleres (RE)   | 1 - 1 | Deportivo Laferrere |
| San Miguel      | 0 - 1 | Cambaceres          |
| FC Midland      | 0 - 0 | J. J. Urquiza       |
| Leandro N. Alem | 1 - 1 | Central Córdoba     |

| Fénix               | 0 - 1 | Leandro N. Alem |
| Central Córdoba     | 2 - 0 | FC Midland      |
| General Lamadrid    | 1 - 1 | San Miguel      |
| Argentino (M)       | 1 - 1 | UAI Urquiza     |
| J. J. Urquiza       | 2 - 0 | Villa Dálmine   |
| Cambaceres          | 0 - 1 | Liniers         |
| El Porvenir         | 2 - 2 | Talleres (RE)   |
| Deportivo Laferrere | 2 - 1 | Berazategui     |
| Defensores Unidos   | 1 - 0 | Excursionistas  |
| Luján               | 1 - 0 | Sacachispas     |

| Luján          | 1 - 1 | Fénix               |
| Sacachispas    | 2 - 1 | Argentino (M)       |
| UAI Urquiza    | 2 - 2 | Defensores Unidos   |
| Talleres (RE)  | 2 - 0 | Cambaceres          |
| Liniers        | 3 - 4 | General Lamadrid    |
| Villa Dálmine  | 1 - 0 | Central Córdoba     |
| FC Midland     | 0 - 0 | Leandro N. Alem     |
| Excursionistas | 2 - 1 | Deportivo Laferrere |
| Berazategui    | 2 - 0 | El Porvenir         |
| San Miguel     | 0 - 2 | J. J. Urquiza       |

| Leandro N. Alem     | 0 - 2 | Villa Dálmine  |
| J. J. Urquiza       | 2 - 0 | Liniers        |
| General Lamadrid    | 3 - 1 | Talleres (RE)  |
| Cambaceres          | 0 - 2 | Berazategui    |
| El Porvenir         | 0 - 1 | Excursionistas |
| Deportivo Laferrere | 2 - 3 | UAI Urquiza    |
| Defensores Unidos   | 3 - 1 | Sacachispas    |
| Argentino (M)       | 1 - 0 | Luján          |
| Fénix               | 0 - 0 | FC Midland     |
| Central Córdoba     | 2 - 0 | San Miguel     |

| Sacachispas    | 0 - 1 | Deportivo Laferrere |
| Liniers        | 2 - 1 | Central Córdoba     |
| Argentino (M)  | 1 - 0 | Fénix               |
| UAI Urquiza    | 1 - 1 | El Porvenir         |
| Excursionistas | 0 - 1 | Cambaceres          |
| Talleres (RE)  | 3 - 2 | J. J. Urquiza       |
| Berazategui    | 0 - 2 | General Lamadrid    |
| Luján          | 0 - 2 | Defensores Unidos   |
| Villa Dálmine  | 0 - 0 | FC Midland          |
| San Miguel     | 1 - 0 | Leandro N. Alem     |

| Leandro N. Alem     | 2 - 0 | Liniers        |
| Cambaceres          | 0 - 1 | UAI Urquiza    |
| Central Córdoba     | 1 - 1 | Talleres (RE)  |
| El Porvenir         | 0 - 0 | Sacachispas    |
| General Lamadrid    | 3 - 0 | Excursionistas |
| Fénix               | 1 - 1 | Villa Dálmine  |
| FC Midland          | 1 - 1 | San Miguel     |
| J. J. Urquiza       | 0 - 3 | Berazategui    |
| Deportivo Laferrere | 2 - 0 | Luján          |
| Defensores Unidos   | 0 - 4 | Argentino (M)  |

| Talleres (RE)     | 1 - 0 | Leandro N. Alem     |
| Liniers           | 1 - 0 | FC Midland          |
| Excursionistas    | 2 - 0 | J. J. Urquiza       |
| Defensores Unidos | 1 - 1 | Fénix               |
| Argentino (M)     | 1 - 0 | Deportivo Laferrere |
| Luján             | 1 - 1 | El Porvenir         |
| Sacachispas       | 1 - 1 | Cambaceres          |
| UAI Urquiza       | 1 - 0 | General Lamadrid    |
| Berazategui       | 0 - 0 | Central Córdoba     |
| San Miguel        | 1 - 1 | Villa Dálmine       |

| Fénix               | 1 - 0 | San Miguel        |
| Leandro N. Alem     | 0 - 1 | Berazategui       |
| Central Córdoba     | 0 - 0 | Excursionistas    |
| J. J. Urquiza       | 3 - 2 | UAI Urquiza       |
| General Lamadrid    | 0 - 0 | Sacachispas       |
| Cambaceres          | 0 - 0 | Luján             |
| Villa Dálmine       | 0 - 2 | Liniers           |
| El Porvenir         | 2 - 3 | Argentino (M)     |
| Deportivo Laferrere | 3 - 1 | Defensores Unidos |
| FC Midland          | 0 - 1 | Talleres (RE)     |

| General Lamadrid    | 2 - 1 | Luján             |
| Central Córdoba     | 0 - 1 | UAI Urquiza       |
| Deportivo Laferrere | 2 - 1 | Fénix             |
| San Miguel          | 1 - 2 | Liniers           |
| Villa Dálmine       | 0 - 1 | Talleres (RE)     |
| Cambaceres          | 0 - 0 | Argentino (M)     |
| J. J. Urquiza       | 2 - 1 | Sacachispas       |
| Leandro N. Alem     | 0 - 0 | Excursionistas    |
| FC Midland          | 2 - 0 | Berazategui       |
| El Porvenir         | 1 - 0 | Defensores Unidos |

| Talleres (RE)       | 2 - 0 | San Miguel       |
| Fénix               | 1 - 2 | Liniers          |
| UAI Urquiza         | 1 - 1 | Leandro N. Alem  |
| Luján               | 3 - 2 | J. J. Urquiza    |
| Argentino (M)       | 0 - 2 | General Lamadrid |
| Defensores Unidos   | 3 - 1 | Cambaceres       |
| Deportivo Laferrere | 3 - 1 | El Porvenir      |
| Sacachispas         | 0 - 0 | Central Córdoba  |
| Berazategui         | 0 - 1 | Villa Dálmine    |
| Excursionistas      | 2 - 1 | FC Midland       |

| El Porvenir      | 1 - 1 | Fénix               |
| Cambaceres       | 0 - 1 | Deportivo Laferrere |
| General Lamadrid | 1 - 0 | Defensores Unidos   |
| J. J. Urquiza    | 0 - 1 | Argentino (M)       |
| Central Córdoba  | 1 - 0 | Luján               |
| FC Midland       | 1 - 2 | UAI Urquiza         |
| Villa Dálmine    | 0 - 1 | Excursionistas      |
| San Miguel       | 2 - 2 | Berazategui         |
| Liniers          | 1 - 1 | Talleres (RE)       |
| Leandro N. Alem  | 2 - 3 | Sacachispas         |

| Fénix               | 0 - 1 | Talleres (RE)    |
| Berazategui         | 0 - 4 | Liniers          |
| Excursionistas      | 0 - 0 | San Miguel       |
| UAI Urquiza         | 2 - 3 | Villa Dálmine    |
| Defensores Unidos   | 0 - 0 | J. J. de Urquiza |
| El Porvenir         | 2 - 1 | Cambaceres       |
| Luján               | 0 - 0 | Leandro N. Alem  |
| Argentino (M)       | 3 - 1 | Central Córdoba  |
| Deportivo Laferrere | 0 - 0 | General Lamadrid |
| Sacachispas         | 0 - 1 | FC Midland       |

| Cambaceres       | 2 - 0 | Fénix               |
| General Lamadrid | 4 - 0 | El Porvenir         |
| J. J. Urquiza    | 0 - 0 | Deportivo Laferrere |
| Central Córdoba  | 1 - 0 | Defensores Unidos   |
| Leandro N. Alem  | 1 - 2 | Argentino (M)       |
| Villa Dálmine    | 1 - 0 | Sacachispas         |
| San Miguel       | 1 - 0 | UAI Urquiza         |
| Liniers          | 2 - 1 | Excursionistas      |
| Talleres (RE)    | 2 - 2 | Berazategui         |
| FC Midland       | 1 - 1 | Luján               |

| Sacachispas         | 1 - 2 | San Miguel       |
| Defensores Unidos   | 1 - 1 | Leandro N. Alem  |
| Deportivo Laferrere | 0 - 1 | Central Córdoba  |
| Fénix               | 1 - 1 | Berazategui      |
| Excursionistas      | 4 - 3 | Talleres (RE)    |
| UAI Urquiza         | 0 - 0 | Liniers          |
| Luján               | 0 - 4 | Villa Dálmine    |
| El Porvenir         | 0 - 3 | J. J. Urquiza    |
| Cambaceres          | 0 - 1 | General Lamadrid |
| Argentino (M)       | 2 - 1 | FC Midland       |

| General Lamadrid | 3 - 1 | Fénix               |
| J. J. Urquiza    | 0 - 1 | Cambaceres          |
| Villa Dálmine    | 2 - 2 | Argentino (M)       |
| Liniers          | 4 - 3 | Sacachispas         |
| Central Córdoba  | 5 - 2 | El Porvenir         |
| Leandro N. Alem  | 1 - 1 | Deportivo Laferrere |
| FC Midland       | 1 - 0 | Defensores Unidos   |
| San Miguel       | 0 - 0 | Luján               |
| Talleres (RE)    | 1 - 1 | UAI Urquiza         |
| Berazategui      | 1 - 1 | Excursionistas      |

| General Lamadrid    | 1 - 1 | J. J. Urquiza   |
| Fénix               | 1 - 2 | Excursionistas  |
| UAI Urquiza         | 1 - 2 | Berazategui     |
| Sacachispas         | 0 - 3 | Talleres (RE)   |
| Luján               | 1 - 0 | Liniers         |
| Argentino (M)       | 1 - 0 | San Miguel      |
| Defensores Unidos   | 3 - 2 | Villa Dálmine   |
| Deportivo Laferrere | 2 - 2 | FC Midland      |
| El Porvenir         | 2 - 2 | Leandro N. Alem |
| Cambaceres          | 0 - 1 | Central Córdoba |

| J. J. Urquiza   | 0 - 0 | Fénix               |
| Leandro N. Alem | 1 - 2 | Cambaceres          |
| Liniers         | 0 - 2 | Argentino (M)       |
| Berazategui     | 4 - 1 | Sacachispas         |
| Excursionistas  | 0 - 0 | UAI Urquiza         |
| Central Córdoba | 0 - 2 | General Lamadrid    |
| FC Midland      | 1 - 2 | El Porvenir         |
| Villa Dálmine   | 1 - 2 | Deportivo Laferrere |
| San Miguel      | 2 - 2 | Defensores Unidos   |
| Talleres (RE)   | 2 - 0 | Luján               |

| Sacachispas         | 0 - 1 | Excursionistas  |
| Defensores Unidos   | 1 - 0 | Liniers         |
| Deportivo Laferrere | 1 - 1 | San Miguel      |
| El Porvenir         | 2 - 4 | Villa Dálmine   |
| Cambaceres          | 0 - 0 | FC Midland      |
| J. J. Urquiza       | 0 - 0 | Central Córdoba |
| Fénix               | 1 - 3 | UAI Urquiza     |
| Luján               | 2 - 1 | Berazategui     |
| Argentino (M)       | 0 - 0 | Talleres (RE)   |
| General Lamadrid    | 2 - 1 | Leandro N. Alem |

| Central Córdoba | 3 - 0 | Fénix               |
| Leandro N. Alem | 2 - 0 | J. J. Urquiza       |
| FC Midland      | 0 - 3 | General Lamadrid    |
| Villa Dálmine   | 2 - 2 | Cambaceres          |
| San Miguel      | 0 - 0 | El Porvenir         |
| Liniers         | 4 - 3 | Deportivo Laferrere |
| Talleres (RE)   | 2 - 2 | Defensores Unidos   |
| Berazategui     | 1 - 1 | Argentino (M)       |
| Excursionistas  | 0 - 1 | Luján               |
| UAI Urquiza     | 1 - 0 | Sacachispas         |

| Fénix               | 0 - 0 | Sacachispas     |
| Luján               | 1 - 3 | UAI Urquiza     |
| Cambaceres          | 2 - 1 | San Miguel      |
| J. J. Urquiza       | 0 - 0 | FC Midland      |
| Central Córdoba     | 2 - 1 | Leandro N. Alem |
| Deportivo Laferrere | 2 - 2 | Talleres (RE)   |
| General Lamadrid    | 1 - 1 | Villa Dálmine   |
| Argentino (M)       | 2 - 1 | Excursionistas  |
| Defensores Unidos   | 2 - 0 | Berazategui     |
| El Porvenir         | 2 - 2 | Liniers         |

| Leandro N. Alem | 1 - 2 | Fénix               |
| FC Midland      | 0 - 0 | Central Córdoba     |
| Villa Dálmine   | 1 - 2 | J. J. Urquiza       |
| Liniers         | 0 - 3 | Cambaceres          |
| Excursionistas  | 0 - 1 | Defensores Unidos   |
| UAI Urquiza     | 1 - 2 | Argentino (M)       |
| Sacachispas     | 0 - 0 | Luján               |
| Talleres (RE)   | 0 - 1 | El Porvenir         |
| Berazategui     | 0 - 2 | Deportivo Laferrere |
| San Miguel      | 3 - 0 | General Lamadrid    |

| Fénix               | 0 - 1 | Luján          |
| Deportivo Laferrere | 2 - 0 | Excursionistas |
| El Porvenir         | 0 - 1 | Berazategui    |
| Cambaceres          | 0 - 1 | Talleres (RE)  |
| J. J. Urquiza       | 1 - 1 | San Miguel     |
| Central Córdoba     | 3 - 1 | Villa Dálmine  |
| General Lamadrid    | 3 - 1 | Liniers        |
| Argentino (M)       | 1 - 0 | Sacachispas    |
| Defensores Unidos   | 0 - 6 | UAI Urquiza    |
| Leandro N. Alem     | 0 - 3 | FC Midland     |

| San Miguel     | 0 - 0 | Central Córdoba     |
| Liniers        | 3 - 3 | J. J. Urquiza       |
| Excursionistas | 0 - 1 | El Porvenir         |
| UAI Urquiza    | 2 - 2 | Deportivo Laferrere |
| Luján          | 1 - 0 | Argentino (M)       |
| FC Midland     | 0 - 2 | Fénix               |
| Villa Dálmine  | 2 - 0 | Leandro N. Alem     |
| Talleres (RE)  | 2 - 3 | General Lamadrid    |
| Sacachispas    | 0 - 0 | Defensores Unidos   |
| Berazategui    | 2 - 2 | Cambaceres          |

| Defensores Unidos   | 1 - 2 | Luján          |
| El Porvenir         | 2 - 1 | UAI Urquiza    |
| Cambaceres          | 0 - 1 | Excursionistas |
| Central Córdoba     | 1 - 1 | Liniers        |
| Leandro N. Alem     | 2 - 1 | San Miguel     |
| FC Midland          | 0 - 1 | Villa Dálmine  |
| General Lamadrid    | 0 - 0 | Berazategui    |
| Fénix               | 1 - 1 | Argentino (M)  |
| J. J. Urquiza       | 2 - 1 | Talleres (RE)  |
| Deportivo Laferrere | 3 - 0 | Sacachispas    |

| Excursionistas | 0 - 0 | General Lamadrid    |
| Villa Dálmine  | 4 - 3 | Fénix               |
| San Miguel     | 3 - 3 | FC Midland          |
| Liniers        | 1 - 1 | Leandro N. Alem     |
| Talleres (RE)  | 0 - 2 | Central Córdoba     |
| Berazategui    | 1 - 0 | J. J. Urquiza       |
| UAI Urquiza    | 0 - 0 | Cambaceres          |
| Sacachispas    | 3 - 3 | El Porvenir         |
| Luján          | 0 - 1 | Deportivo Laferrere |
| Argentino (M)  | 3 - 1 | Defensores Unidos   |

| General Lamadrid    | 0 - 0 | UAI Urquiza       |
| Central Córdoba     | 2 - 2 | Berazategui       |
| Fénix               | 2 - 0 | Defensores Unidos |
| Deportivo Laferrere | 0 - 0 | Argentino (M)     |
| El Porvenir         | 0 - 1 | Luján             |
| Cambaceres          | 0 - 1 | Sacachispas       |
| J. J. Urquiza       | 0 - 2 | Excursionistas    |
| Leandro N. Alem     | 1 - 3 | Talleres (RE)     |
| FC Midland          | 1 - 0 | Liniers           |
| Villa Dálmine       | 1 - 1 | San Miguel        |

| San Miguel        | 3 - 0 | Fénix               |
| Liniers           | 1 - 1 | Villa Dálmine       |
| Talleres (RE)     | 2 - 1 | FC Midland          |
| Berazategui       | 2 - 2 | Leandro N. Alem     |
| Excursionistas    | 0 - 0 | Central Córdoba     |
| UAI Urquiza       | 0 - 0 | J. J. Urquiza       |
| Sacachispas       | 2 - 0 | General Lamadrid    |
| Luján             | 1 - 0 | Cambaceres          |
| Argentino (M)     | 1 - 0 | El Porvenir         |
| Defensores Unidos | 1 - 1 | Deportivo Laferrere |

## Torneo reducido
Los equipos ubicados desde el 2.º lugar hasta el 9.º lugar participan del torneo reducido, el ganador participa de la promoción por el ascenso a la Primera B.
|  | Cuartos de final             | Cuartos de final             | Cuartos de final             |   |                    | Semifinales                  | Semifinales                  | Semifinales                  |  |  | Final                          | Final                          | Final                          |
|  | del 18 de mayo al 24 de mayo | del 18 de mayo al 24 de mayo | del 18 de mayo al 24 de mayo |   |                    | del 28 de mayo al 5 de junio | del 28 de mayo al 5 de junio | del 28 de mayo al 5 de junio |  |  | del 11 de junio al 15 de junio | del 11 de junio al 15 de junio | del 11 de junio al 15 de junio |
|  |                              |                              |                              |   |                    |                              |                              |                              |  |  |                                |                                |                                |
|  | Argentino de Merlo           | 5                            | 1                            |   |                    |                              |                              |                              |  |  |                                |                                |                                |
|  | Berazategui                  | 3                            | 1                            |   |                    |                              |                              |                              |  |  |                                |                                |                                |
|  | Berazategui                  | 3                            | 1                            |   | Argentino de Merlo | 2                            | 0                            |                              |  |  |                                |                                |                                |
|  |                              |                              |                              |   | Argentino de Merlo | 2                            | 0                            |                              |  |  |                                |                                |                                |
|  |                              | Excursionistas               | 1                            | 0 |                    |                              |                              |                              |  |  |                                |                                |                                |
|  | Talleres (RE)                | Excursionistas               | 1                            | 0 | 1                  | 1                            |                              |                              |  |  |                                |                                |                                |
|  | Talleres (RE)                |                              |                              |   | 1                  | 1                            |                              |                              |  |  |                                |                                |                                |
|  | Excursionistas               | 3                            | 0                            |   |                    |                              |                              |                              |  |  |                                |                                |                                |
|  |                              |                              |                              |   |                    |                              |                              |                              |  |  | Argentino de Merlo             | 0                              | 0                              |
|  |                              |                              | Central Córdoba              | 2 | 0                  |                              |                              |                              |  |  |                                |                                |                                |
|  | Central Córdoba              | 1                            | 1                            |   |                    |                              |                              |                              |  |  |                                |                                |                                |
|  | UAI Urquiza                  | 2                            | 0                            |   |                    |                              |                              |                              |  |  |                                |                                |                                |
|  | UAI Urquiza                  | 2                            | 0                            |   | Central Córdoba    | 2                            | 2                            |                              |  |  |                                |                                |                                |
|  |                              |                              |                              |   | Central Córdoba    | 2                            | 2                            |                              |  |  |                                |                                |                                |
|  |                              | Deportivo Laferrere          | 1                            | 1 |                    |                              |                              |                              |  |  |                                |                                |                                |
|  | Deportivo Laferrere          | Deportivo Laferrere          | 1                            | 1 | 0                  | 1                            |                              |                              |  |  |                                |                                |                                |
|  | Deportivo Laferrere          |                              |                              |   | 0                  | 1                            |                              |                              |  |  |                                |                                |                                |
|  | Liniers                      | 1*                           | 0                            |   |                    |                              |                              |                              |  |  |                                |                                |                                |

- Aclaración: el partido se le dio por ganado a Liniers, ya que Deportivo Laferrere alineó a un jugador que debía cumplir una fecha de suspensión (el partido había salido 3-1 a favor del equipo visitante, pero fue dado un 1-0 para Liniers).

## Promociones

### Primera B - Primera C
| Central Córdoba                                                         | 0 - 1 | Los Andes       | Marcelo Bielsa    | 21 de junio de 2011 | 21:00 (TV) |
| Los Andes                                                               | 1 - 0 | Central Córdoba | Eduardo Gallardón | 25 de junio de 2011 | 15:30 (TV) |
| Los Andes permanece en la Primera B Metropolitana por un global de 2-0. |       |                 |                   |                     |            |

### Primera C - Primera D
| Atlas                                                                       | 0 - 1 | Sacachispas | Leandro N. Alem      | 21 de junio de 2011 | 15:00 |
| Sacachispas                                                                 | 0 - 1 | Atlas       | Estadio Beto Larrosa | 25 de junio de 2011 | 15:00 |
| Sacachispas permanece en Primera C por global de 1-1 por ventaja deportiva. |       |             |                      |                     |       |

## Goleadores
| Jugador             | Equipo            | Goles |
| ------------------- | ----------------- | ----- |
| Ezequiel Petrovelli | Central Córdoba   | 20    |
| Juan Brunetti       | Liniers           | 17    |
| Ezequiel Cerica     | Talleres (RE)     | 16    |
| Dario Lema          | Defensores Unidos | 16    |